# Саттой
Саттой (чеч. Саьттой) — чеченский тайп, входящий в тукхум Шуотой. Имеют свою боевую башню (чечен. Саьттой-бӀов).

## Расселение
Исторически расселён в Шатойском районе Чечни. Родовые села — Сатта и Урд-юхъ. Чеченский исследователь-краевед, педагог и народный поэт А. С. Сулейманов, зафиксировал представителей тайпа также в с. Шатой. В хуторе Саттин-Тевзана Веденского района живут и переселившиеся из селения Сатта представители данного тайпа. Также они считаются первопоселенцами ряда селений (Сона, Чобакхина и др.) и двух обществ к востоку от Сатта, за р. Шаро-Аргун: Лашкарой и Нохчи-Келой. В первой половине XVII века саттоевец Бахамад-Али из ветви Яск-некъе основал селение Чахкар у выхода р. Аргун на плоскость. К середине XIX в. когда царские войска разрушили аул его жители осели в т. н. Чахкар-Атаги и слились с Большими Атагами. В древней генеалогии современного тайпа саттой фигурирует такие имена как Улу-Хойдар, Ярасха (из Нашаха), Мерасха, Тушшепаъ, Мажконга, Яска и др.

## Саттойская башня
Рядом с родовым селом тайпа находится сигнально-боевая башня (Саттой-бӏов). Она была построена в XIII—XIV веках представителями фамилии Сатто, согласно свидетельству Селаха Салтова (ок. 1910 г.) перечислившего 16 своих предков. Находилась она на родовой земле сел. Саьтта, но служила видимо интересам всей Шатоеской федерации обществ защищая ее восточные пределы достигавшие Шаро-Аргуна. В литературе советского времени она называлась Гатынкалинской так как центр сельсовета был в сел. Гатын-Кале недалеко от Саттоя. Башня неоднократно разрушалась, в начале 1990-х годов она была полностью перестроена. Во время двух военных кампаний в Чечне 1994—2000-х гг. Саттойская башня была разрушена на треть. В 2010 году она была снова отреставрирована.